# 自誓会
自誓会（じせいかい）は、立憲民主党のグループ。2014年4月に民主党の派閥の一つ、細野派として結成され、現在は階猛を中心に活動している。通称、階グループ。

## 概要
2014年4月7日、細野豪志を中心とした民主党の国会議員12人で結成された。「自誓会」の名称は、明恵上人の「八斎戒自誓式」（師から戒を授かることなく、自ら誓うことにより仏道に帰依する）に由来する。結成以来、自民党の派閥と同様に、他の党内グループとの掛け持ちを禁止し、政治団体として集めた政治資金をメンバーに分配するなど、自他ともに認める党内初の派閥として活動してきたが、2017年5月19日の細野の会長辞任以降は勉強会に近い緩やかな政策グループとなり、政治資金パーティーの年次開催も当面休止となった。8月8日に創設者の細野が民進党に離党届を提出したことを受け、8月9日の会合で自誓会の今後について協議され、政治団体としては解散する一方、議員グループとしては当面存続し、その後の活動は9月の代表選後に協議することとなった。細野が希望の党結成に参加し、9月28日の民進党両院議員総会で希望の党への合流方針が了承されたことを受けて自誓会のメンバーも希望の党に合流した。10月の第48回衆議院議員総選挙後は細野を除き、階ら希望の党所属議員5人で活動を継続していることが報じられた。2018年5月7日の国民民主党結成後は9月の代表選挙における候補者擁立などの活動が報じられた。2020年9月15日の立憲民主党結党には、揃って参加した。

## 沿革

### 基本政策研究会
2012年10月17日、細野豪志が勉強会「基本政策研究会」を発足させ、9月の代表選で細野擁立に動いた津村啓介、小川淳也、階猛らを中心に、泉健太、楠田大蔵、高山智司、田村謙治、津川祥吾、中野譲、柚木道義、小見山幸治ら中堅・若手議員12人が参加した。12月の第46回衆議院議員総選挙では、他の党内グループが勢力を大幅に減らす中、基本政策研究会は微減にとどまった。12月の代表選では、基本政策研究会としては自主投票の方向となった一方、細野は海江田万里支持を表明し、海江田が当選すると幹事長に就任した。
しかし、2013年7月の第23回参議院議員通常選挙で民主党が惨敗し、細野は責任を取って幹事長を辞任することとなった。10月16日、基本政策研究会の定例会を毎週水曜日昼開催から毎週木曜日昼開催に変更することが決定されたが、木曜日昼はかつて細野も所属していた凌雲会（前原グループ）の定例会の日時と重なるため、前原グループと掛け持ちのメンバーにくさびを打つものとみられた（泉・小川は前原グループ側の会合に参加した）。10月24日の会合では政治団体として新たな議員グループを結成することで合意し、落選中であるメンバーへの資金援助も検討されるなどの派閥化が進み、細野派と呼ばれた。

### 細野派

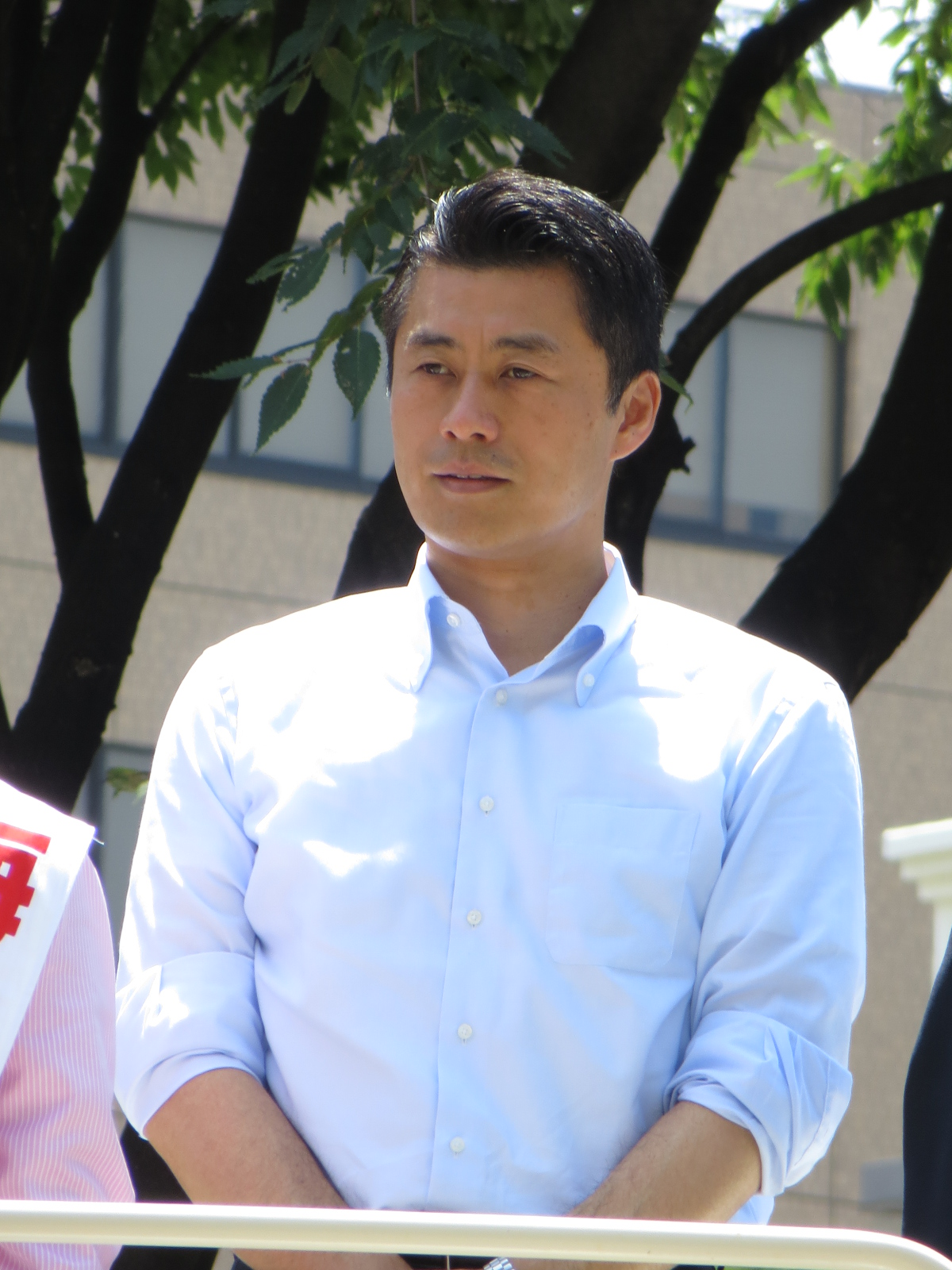
創設者で初代会長である細野豪志。

2014年1月6日、新たな議員グループ「自誓会」が政治団体として東京都選挙管理委員会に届け出られた。4月7日、自誓会結成パーティーを開催して正式に発足し、来賓には野中広務や田原総一朗が出席した。5月6日には静岡県で合宿を開催し、元国会議員を含む政治家19名が参加した。
12月の第47回衆議院議員総選挙後に行われた2015年1月の代表選では、野党再編派として会長の細野自ら出馬し、派閥の結束で存在感を見せたが、細野は決選投票で岡田克也に敗れ、岡田の下で政策調査会長に就任した。2月16日にホテルニューオータニで開かれた自誓会の政治資金パーティーには1500人近くが出席し、基盤の強化を見せたが（パーティー収入は4616万円で同年の都内政治団体トップとなった）、派閥に否定的な岡田の警戒を招いた。7月20日には細野・馬淵澄夫・長島昭久らの3派で連携強化を確認し、安全保障関連法案の対案提出や野党再編を目指す動きを見せた。
2016年3月の民進党結党の際、細野は代表代行就任の打診を固辞したとされ、9月の代表選での動きが注目されたが、細野は出馬せず民共共闘や憲法改正論議について意向を確認したうえで自誓会として蓮舫の支持に回り、蓮舫が当選すると代表代行に就任した。
細野は2017年2月16日の会合で自誓会で憲法改正について議論を進めて見解を示す意向を表明し、4月10日に憲法改正私案を発表したが、執行部の憲法改正論議への消極姿勢を批判し、4月13日に代表代行の辞任届を提出した。代表代行辞任の意向が自誓会のメンバーに知らされたのは辞任届提出直前の定例会だったとされ、自誓会内に衝撃を与えたうえ、2017年静岡県知事選挙について浮上していた細野擁立論が立ち消えになるなどの混乱もあり、自誓会内における細野の求心力の低下がささやかれた。5月19日、細野はこれらの混乱の責任を取って自誓会会長を辞任した。

### 旧細野グループ
8月4日、細野が自誓会会合で民進党を離党する意向を表明した。事務局長の階は、同会合で細野に同調して離党する意向を示したメンバーはいなかったとしたうえで、グループを存続させる意向を示した。8月9日、9月の代表選では自誓会として前原を支持することを確認するとともに、自誓会の今後について、政治団体としては解散する一方、議員グループとしては当面存続し、その後の活動は代表選後に協議することを確認した。8月16日の前原陣営の選対本部設置に際して国軸の会（旧長島グループ）との合同会議を開き、自誓会として前原を支持する方針を再確認した。前原当選後の党役員人事では、事務局長の階が政務調査会長に就任した。
9月9日、自誓会のメンバーである笠浩史・後藤祐一・鈴木義弘ら3人を含む民進党衆議院議員5人が、民共共闘見直しが不透明化したことへの不満から、離党を検討していることが報じられた。この動きについて、前原は刺客擁立に言及して牽制し、細野は連携に期待感を示した。9月12日から大島敦幹事長が事情聴取と慰留を開始したが、9月13日に鈴木が離党届を提出し、離党会見で執行部に民共共闘見直しの体制が見えてこないことを理由に挙げ、会見終盤には細野が登場して連携に意欲を示した。9月15日には笠と後藤もこれに続いたが、民進党は9月19日の常任幹事会で3人の離党届を受理せず除籍処分とすることを決定した。

### 階グループ

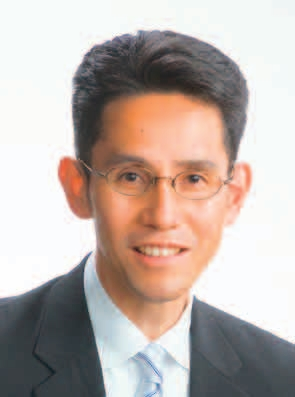
会長の階猛。

9月25日に小池百合子東京都知事が希望の党の結成を表明すると、9月26日には神奈川県や静岡県の小選挙区で民進党公認候補予定者となっていたメンバーも相次いで離党届を提出し、9月27日の希望の党設立会見には細野と笠・後藤・鈴木らが結党メンバーとして参加した。9月28日の民進党両院議員総会で希望の党への合流方針が了承されたことを受けて残るメンバーも希望の党に公認申請することとなり、公認漏れが予想されていた元ピースボート事務局長の櫛渕万里も含め、多くが第1次公認を得た。
10月の第48回衆議院議員総選挙では、代表幹事を務めた黄川田徹が出馬せず引退し、会長を務めた細野や事務局長の階ら幹部が小選挙区で当選を果たした。選挙後は細野を除き、階ら希望の党所属議員5人で活動を継続していることが報じられた。また、細野が衆院選における静岡県内の候補者擁立を頭越しに行ったことや、細野に近い平山佐知子が衆議院解散に合わせて民進党に離党届を提出したことへの反発から、細野と榛葉賀津也との対立が報じられた。
2018年6月27日付の朝日新聞において、細野が2017年10月の衆院選期間中に証券会社から5千万円を受け取り、当初これを資産報告書に記載せずにいたところ、同証券会社の親会社が投資家への虚偽説明を行った疑いが持たれたため2018年3月に証券取引等監視委員会が同証券会社の調査に入った後、4月に資産報告書を訂正して同額を返却していたことが報じられた。細野に5千万円を提供したJC証券は、元自誓会所属衆議院議員の田村謙治を含む3人の元国会議員が役員に名を連ねており、増資の決定に際して会社法上必要な取締役会や株主総会を開かず虚偽の議事録を作成して当局に提出していたこと、増資で得た資金を貸し付けるに際して資金使途や返済能力を審査していなかったことなどから、7月24日付で金融庁から金融商品取引業者の登録を取り消す行政処分を受けた。
9月の国民民主党代表選挙では、メンバーの津村を擁立した。自誓会メンバーの代表選出馬は細野が民主党代表選に出馬した2015年1月以来となり、選挙戦では会長の階が津村陣営の選対事務局長を務めた一方、結成時から所属してきた柚木が津村擁立に反発して脱会し、残るメンバーは4人と報じられた。柚木は8月22日に離党届を提出したが、国民民主党は同日の総務会で柚木の離党届を受理せず除籍処分とすることを決定した。
2019年5月には会長の階と、代表幹事を務めた黄川田が国民民主党と自由党の合併に反発し離党した。
2020年4月の静岡4区補選では田中健を、10月の岡崎市長選では中根康浩をとそれぞれ、かつての派閥メンバーを支援した。同年9月15日の新・立憲民主党の結党に参加。この際に行われた2020年新党代表・党名選挙に向けては、重徳和彦率いる直諫の会と会合を行い独自候補の擁立を模索したが断念し、階、重徳両会長は泉健太の推薦人に回った。また、この時点での自誓会の参加者は7人と報じられた。
2023年11月には参加者が10名と報じられている。

## 現在の構成

### 役員
| 期間             | 会長     | 代表幹事 | 事務局長 |
| ---------------- | -------- | -------- | -------- |
| 2014年-2017年    | 細野豪志 | （空席） | 階猛     |
| 2017年-2017年9月 | （空席） | 黄川田徹 | 〃       |
| 2017年9月-       | 階猛     |          |          |

### 国会議員
| 衆議院議員（10人）           | 衆議院議員（10人）        | 衆議院議員（10人）          | 衆議院議員（10人）                  |
| ---------------------------- | ------------------------- | --------------------------- | ----------------------------------- |
| 小宮山泰子 （8回、埼玉7区）  | 牧義夫 （8回、愛知4区）   | 階猛 （7回、岩手1区）       | 津村啓介 （7回、比例中国・岡山2区） |
| 後藤祐一 （6回、神奈川16区） | 井坂信彦 （4回、兵庫1区） | 源馬謙太郎 （3回、静岡8区） | 緑川貴士 （3回、秋田2区）           |
| 桜井周 （3回、兵庫6区）      | 米山隆一 （2回、新潟4区） |                             |                                     |

## かつて所属していた人物

### 衆議院議員
- 鈴木貴子[142] - 2016年3月に民主党除籍。同年9月に自民党会派に参加。2017年9月に入党。第48回衆議院議員総選挙当選後、平成研究会に入会。
- 細野豪志[138][139] - 2017年8月に民進党離党[143]。その後の所属は希望の党→無所属。2019年1月に無所属のまま自民党志帥会に入会し、2021年11月に正式に自民党に入党。
- 笠浩史[138][139]、鈴木義弘[144] - 2017年9月に民進党除籍。グループ離脱後は無派閥。
- 森山浩行 - 非議員時代に派閥として政治資金を受けている。2017年10月に民進党離党。グループ離脱後の所属は花斉会→新政権研究会・ブリッジの会。
- 伴野豊[139] - 第48回衆議院議員総選挙で落選後、退会。グループ離脱後は民社協会→花斉会。
- 小山展弘[139] - 第48回衆議院議員総選挙落選後に離脱。素交会を経て一丸の会に参加。
- 櫛渕万里[139][145] - 第48回衆議院議員総選挙落選後に離脱。その後の所属は一丸の会。
- 柚木道義[138][139] - 2018年国民民主党代表選挙において津村啓介擁立に反対し、退会。現在、サンクチュアリに所属。
- 梅谷守[139][146] - グループ離脱後の所属は無派閥。
- 田中健[66][140] - 元細野豪志衆議院議員秘書・元東京都議会議員。グループ離脱後は一丸の会に参加。
- 太栄志 - 新政権研究会に移籍。

### 参議院議員
- 後藤斎[138] - 2014年11月に民主党離党。2015年山梨県知事選に無所属で出馬し当選。
- 平山佐知子[147] - 2017年10月に民進党離党。その後の所属は無所属（所属会派は国民の声→無所属クラブ→無会派）。
- 桜井充 - 2019年11月に旧国民民主党離党。2020年5月の自由民主党・国民の声入会を経て2022年4月自由民主党入党。
- 榛葉賀津也[138] - グループ離脱後の所属は民社協会→無派閥。
- 田名部匡代[139] - 2021年立憲民主党代表選挙で泉健太の推薦人に名を連ね、新政権研究会設立に参加。

### その他
- 北條智彦[148] - 細野豪志事務所インターン出身。
- 松尾勉[139][66][140] - 元細野豪志衆議院議員秘書・環境省職員。2017年10月に希望の党に合流。
- 市川佳子[110][112] - 現神奈川県議会議員。2017年10月に希望の党に合流。2018年5月に国民民主党に不参加。旧細野グループ離脱後の所属は無派閥。
- 中根康浩[138][139] - 2017年10月に希望の党に合流。2018年5月に国民民主党に不参加。2020年10月の岡崎市長選で当選。
- 田島一成[139] - 2017年10月に希望の党に合流。2018年5月に国民民主党に不参加。無所属を経て同年10月に立憲民主党に入党するが2022年2月に離党。
- 関健一郎[149] - 2017年10月に希望の党に合流。2018年5月に国民民主党に参加し、2020年9月に立憲民主党に入党したが、2022年1月に離党。

### その他国政選挙落選・引退者
※は、国政選挙落選者、◆は、政界を引退した者、●は、故人。括弧内は、議員でなくなった時点での議会所属。
- 黄川田徹[138][139][注 10]◆（衆・岩手3区）
- 橋本清仁[139]※（衆・宮城3区）
- 畑浩治[70]※（衆・比例東北）
- 高山智司[139]※（衆・埼玉15区）
- 勝又恒一郎[139][110][112]※（衆・比例南関東）
- 若井康彦[138][139]※（衆・比例南関東）
- 小見山幸治[138]※（参・岐阜県）
- 田村謙治[139]※（衆・静岡4区）

## 政治資金収支報告書の記載
| 年                 | 本年収入額                                 | 寄附者又はその代表者の氏名 | 備考    |
| ------------------ | ------------------------------------------ | --- | ------- |
| 2014年（平成26年） | 8110万2827円（うちパーティー収入8004万円） | 後藤斎、柚木道義、黄川田徹、細野豪志、笠浩史、津村啓介、若井康彦、中根康浩、階猛、後藤祐一、榛葉賀津也、小見山幸治                                 | [ 150 ] |
| 2015年（平成27年） | 4814万4550円（うちパーティー収入4616万円） | 黄川田徹、細野豪志、伴野豊、笠浩史、津村啓介、田島一成、中根康浩、階猛、柚木道義、後藤祐一、小山展弘、鈴木貴子、榛葉賀津也、小見山幸治             | [ 151 ] |
| 2016年（平成28年） | 3455万1945円（うちパーティー収入3290万円） | 平山佐知子、黄川田徹、伴野豊、細野豪志、笠浩史、津村啓介、田島一成、中根康浩、階猛、柚木道義、後藤祐一、小山展弘、鈴木義弘、榛葉賀津也、田名部匡代 | [ 152 ] |
| 2017年（平成29年） | 0000000210円                               | ― | [ 149 ] |
| 2018年（平成30年） | 0000000118円                               | ― | [ 153 ] |
| 2019年（令和元年） | 0072万0103円                               | 緑川貴士、階猛、源馬謙太郎、後藤祐一、津村啓介、牧義夫、小宮山泰子                                                                                 | [ 154 ] |
| 2020年（令和2年）  | 0074万0092円                               | 緑川貴士、階猛、源馬謙太郎、後藤祐一、津村啓介、牧義夫、小宮山泰子                                                                                 | [ 132 ] |
| 2021年（令和3年）  | 0051万0086円                               | 階猛、後藤祐一、津村啓介、牧義夫、小宮山泰子 | [ 155 ] |
| 2022年（令和4年）  | 0091万0045円                               | 牧義夫、階猛、小宮山泰子、緑川貴士、源馬謙太郎、井坂信彦、桜井周、後藤祐一、太栄志、米山隆一                                                       | [ 156 ] |
| 2023年（令和5年）  | 0090万0062円                               | 牧義夫、階猛、小宮山泰子、源馬謙太郎、井坂信彦、桜井周、後藤祐一、米山隆一、緑川貴士                                                               | [ 157 ] |